# Sclerurus albigularis
Sclerurus albigularis là một loài chim trong họ Furnariidae.